# Pod Strážnym hrebeňom
Pod Strážnym hrebeňom este o arie protejată (arie specială de conservare — SAC, sit de importanță comunitară — SCI) din Slovacia întinsă pe o suprafață de 178,4 ha, integral pe uscat.

## Localizare
Centrul sitului Pod Strážnym hrebeňom este situat la coordonatele 48°33′40″N 20°23′25″E / 48.561111°N 20.390278°E.

## Înființare
Situl Pod Strážnym hrebeňom a fost declarat sit de importanță comunitară în aprilie 2004 pentru a proteja 2 specii de plante și 6 specii de animale. Situl a fost protejat și ca arie specială de conservare în martie 2004.

## Biodiversitate
Situată în ecoregiunea alpină, aria protejată conține 8 habitate naturale: Tufărișuri subcontinentale peripanonice, Păduri panonice cu Quercus pubescens, Păduri pe pante, grohotișuri și ravene de Tilio-Acerion, Pajiști panonice carstice (Stipo-Festucetalia pallentis), Pajiști uscate seminaturale și facies de acoperire cu tufișuri pe substraturi calcaroase (Festuco-Brometalia) (* situri importante pentru orhidee), Pajiști stepice subpanonice, Peșteri inaccesibile publicului, Pajiști carstice calcaroase sau bazofile, de Alysso-Sedion albi.
La baza desemnării sitului se află mai multe specii protejate:
- plante (2): Ferula sadleriana, sisinei (Pulsatilla grandis)
- mamifere (5): lupul (Canis lupus), râs eurasiatic (Lynx lynx), liliac comun (Myotis myotis), liliacul mare cu potcoavă (Rhinolophus ferrumequinum), liliacul mic cu potcoavă (Rhinolophus hipposideros)
- nevertebrate (1): Stenobothrus eurasius

Pe lângă speciile protejate, pe teritoriul sitului au mai fost identificate 32 de specii de plante, 2 specii de mamifere, 1 specie de reptile.